# Matilda Östergaard
Matilda Maria Östergaard, född 14 juni 1988, är en svensk fotbollstränare och före detta fotbollsspelare (anfallare). Hon är assisterande tränare för Gais damlag i division 4.

## Biografi
Östergaard inledde sin fotbollskarriär i Hovås Billdal IF. 2008 drabbades hon, 20 år gammal, av Hodgkins lymfom. Efter fem månaders behandling blev hon fri från cancern, och hon var 2012 med och tog upp Hovås Billdal i Elitettan.
Efter en halv säsong av Elitettan 2013 värvades hon till seriekonkurrenten Östers IF, och 2014 gick hon vidare till ännu en seriekonkurrent, Hammarby IF. 2015 bytte hon återigen klubb, till Djurgårdens IF, även de i Elitettan. 2016 gick hon tillbaka till Hovås Billdal innan hon 2017 varvade ner i Onsala BK i division 1. Hon spelade 2020–2022 i Örgryte IS nystartade damfotbollslag.
Östergaard spelade också en handfull matcher för Gais Futsal mellan 2019 och 2023.